# 1538
1538 (MDXXXVIII) a fost un an comun al calendarului iulian, care a început într-o zi de marți.

## Evenimente
- Campania lui Soliman I în Moldova.
- Încheierea procesului de instaurare a suveranității otomane în Moldova.
- Prădarea de către otomani a cetății Tighina.

## Arte, științe, literatură și filozofie
- 1538-1541. A fost construită Cetatea Tighina, pe malul drept al Nistrului. A fost cucerită de sultanul Soliman Magnificul și transformată în raia turcească.

## Nașteri
- 24 aprilie: Guglielmo Gonzaga, Duce de Mantua (d. 1587)
- 16 noiembrie: Turibiu de Mongrovejo, misionar catolic, episcop de Lima, ulterior declarat sfânt (d. 1606)
- 10 decembrie: Giovanni Battista Guarini,  poet, dramaturg și diplomat italian (d. 1612)

## Decese
- 12 februarie: Albrecht Altdorfer pictor german (n. 1480)
- 8 ianuarie: Beatrice a Portugaliei (1504-1538)  (n. 1504)
- 18 ianuarie: Agostino Nifo filosof italian (n. 1473)